# 7 км (зупинний пункт, Придніпровська залізниця, Кам'янське, Заводський район)
7 км — пасажирський залізничний зупинний пункт Дніпровської дирекції Придніпровської залізниці на лінії Запоріжжя-Кам'янське — Гребля між станціями Запоріжжя-Кам'янське (7 км) та Кам'янське (4 км). Розташований у Заводському районі міста Кам'янське (с-ще Черьомушки) Кам'янська міська рада) Дніпропетровської області.

## Пасажирське сполучення
Станом на жовтень 2024 року пасажирський рух повністю припинено
Недіючий рух через те, що лінія Запоріжжя-Кам'янське — Балівка найменш завантажена.